# Čibča
Chibcha (Muisca, Muysca; izgovor čibča), indijanski narod porodice Chibchan nastanjen do svoga nestanka u 18. stoljeću u Cordillerama Kolumbije. Chibche su bili najrazvijeniji narod Kolumbije s razvijenom poljoprivredom, tkalaštvom i lončarstvom. Znali su topiti i lijevati zlato i bakar, te proizvoditi lijepe ornamente. Nastambe su im bile od balvana obljepljene blatom, krovovi su bili prekriveni slamom. Društvo je bilo podijeljeno na klase, sastojalo se od plemića i običnog puka koji se bavio zemljoradnjom. Puk je bio organiziran patrilinearno. Svećenstvo je bilo nasljedno. Religiozne ceremonije Chibcha uključivale su i prinošenje ljudskih žrtava. Chibcha država koju je Gonzalo Jiménez de Quesada, španjolski konkvistador, osvojio između 1536. i 1541. udarila je temelje suvremenoj Kolumbiji. Ta država počivala je na jedinstvu saveza plemena, bilo ih je 25 u 5 nezavisnih federacija:
- 1) Bacatá (ili) Bogotá: ova konfederacija imala je 20 plemena pod vodstvom zipe (zipa), područje je pripadalo departmanu Cundinamarca.
- 2) Hunza (ili) Tunja: na sjeveru departmana Cundinamarca i velikom dijelu departmana Boyacá. Vladar se zvao Zaque.
- 3) Tundama (ili) Duitama.
- 4) Sogamoso (ili) Iraca.
- 5) Konfederacija Indijanaca Guanes, činili su podgrupu Muisca s rijeka Suarez i Chicamocha, te području Leride (Lérida) i Norte de Santandera.[2]

## Privreda
Kukuruz je bio glavna kultura Chibcha, zatim nekoliko vrsta krumpira (bijele, žute i purpurne boje), manioka, 'arracacha', više vrsta graha i drugo. Koka se također uzgajala, a koristila se u njihovim vjerskim obredima. Lišće koke, miješano s krečom, neprekidno se žvakalo kao i kod drugih andskih skupina; koristili su i daturu. Sol su također znali proizvoditi. Slanu vodu koju su nalazili po izvorima ili jezercima stavljali su u glinene lonce i držali iznad vatre dok ne ispari. Lonac je kasnije trebalo razbiti da bi se došlo do soli. Ovaj opis dao je Castellanos (1886.), a za njega je čuo i Piedrahita (1942.). Lov, (zec, medvjed, puma, jaguar i neke vrste svinja) opskrbljivali su ih svježim mesom. Ribe i neke vrste ptica također su se koristile u prehrani.

## Kuće i naselja
Kuće Chibcha bile su ovalne, četiri kose krovne grede davale su krovu oblik piramide, bili su pokriveni slamom ili travom. Drvene nastambe obljepljivane su mješavinom gline i trave. Prozori i vrata bili su maleni. Vrata su bila učinjena od trske i mogla su se zatvoriti drvenim kvakama. Kuće Chibcha, po Epitomi (Epitome, 1920.), bile su najmanje dvosobne, jedna za muškarca, druga za njegovu ženu ili žene. Svetišta (hramovi) ovih Indijanaca bili su veoma veliki, drveni, s pokrivenim krovom. Palača caciquea (izg. kasik) u Bogoti imala je čak 14 vratiju. Središte Chibcha, Bogotá, imala je 20.000 kuća ili obitelji, neki njihovi drugi gradovi nisu bili mnogo manji. Naselja su bila zaštićena palisadama od velikih balvana zabijenih u zemlju.

## Odjeća
Odijeća Chibcha bila je od pamuka ili kože, vune nisu imali. Dezene su bojili biljnom crnom (od jague; Genipa americana) i crvenom (Bixa orellana) bojom. Klasne razlike su se također odražavale i u dezenima na nošnji. Četvrtasti komad platna vezan oko pojasa činio je tubularnu tuniku koja je dosezala do koljena. Gornji dio tijela pokrivali su platnom koje su na ramenu vezali u čvor. Ženska tubularna suknja od pamuka oko pojasa učvršćena je širokim pojasom. Gornji dio tijela žene su štitile četvrtastim plaštevima (ogrtačima) i grudi 'grudnjacima' od zlatnih ili srebrnih pločica lima. Svoju odjeću Chibche su dobili od Bochice, ovo božanstvo kada je došlo među njih hodalo je u uniformi kakvu su oni preuzeli od njega, bio je bos. Chibche nisu nosili sandale kao susjedna plemena, jer ih nije nosio ni Bochica. Napraviti su ih sigurno znali.

## Tehnologija i trgovina
Zlato, srebro i bakar imalo je najveću vrijednost i religiozno značenje. Izrađivale su se figure idola i životinja. Rudnici su bili pod kontrolom grada Tunja (izgovor tunha), najpoznatiji su rudnici Somondoco. Rudarski su se poslovi obavljali naravno u sezoni kiša, kada je bilo obilja vode radi ispiranja. Lončarstvo nije imalo mnogo ukrasa, bili su to predmeti koji su se koristili u kućanskim poslovima, a ne u dekorativne svrhe, prvenstveno za kuhanje hrane i slane vode, radi soli. Trgovina je također bila razvijena, tržnice su često bile raspoređene oko gradova na granici Chibcha teritorija, kako bi se mogla odvijati trgovina s okolnim plemenima. Glavna trgovačka roba bile su koka i sol koja je bila najfinija u ovim krajevima.

## Politika
Politička uprava kod Chibcha razlikovala se između Bogote, feudalne države i apsolutne monarhije, te na drugu stranu Tunje, koja je bila savez slobodnih gradova. Vladari Bogote živjeli su u mnogoženstvu dok je u Tunji vladao celibat.

## Religija
Chibche su bili mnogobošci, a Bochica, sunčevo božanstvo, imao je najvažniju ulogu i bio je civilizator ovoga naroda. Ostala božanstva bila su: Chibchacum, bio je zadužen da nosi Zemlju na ramenima, prilikom premještanja Zemlje s ramena na rame, dolazilo bi do potresa. Chibchacum je bio i zaštitnik farmera i trgovaca; Chía, božica Mjeseca; Chimingagua, prema nekima vrhovno božanstvo;  Bachue, majka božica. 
Chibche su vjerovali da duše nakon smrti odlaze u 'zemlju mrtvih' u središtu zemlje, gdje ih čeka zemlja koju moraju obrađivati. Da bi došli u podzemni svijet oni moraju prijeći preko jedne široke rijeke. Rijeku prelaze u čamcima od paučine.

## Vanjske poveznice
- Kultura
- Jezik
- Bogota, povijest
- Población Indigena Colombiana  Arhivirana inačica izvorne stranice od 25. travnja 2013. (Wayback Machine)